# Centralni inštitut za enoten katalog italijanskih knjižnic in bibliografske podatke
Centralni inštitut za enoten katalog italijanskih knjižnic in bibliografske podatke (ICCU, v italijanščini: Istituto centrale per il catalogo unico delle biblioteche italiano e per le informazioni bibliografiche) je italijanska vladna agencija, ki je bila ustanovljena leta 1975. Inštitut je nasledil nekdanji Nacionalni center za enotni katalog (Centro nazionale per il catalogo unico), ki je bil ustanovljen leta 1951 za popis celotne državne kulturne in intelektualne dediščine.  
ICCU skrbi za katalogizacijo in dokumentiranje knjižničnega gradiva javnih knjižnic, za standardizacijo in poenotenje pravil, koordinira objavljanje Italijanske nacionalne bibliografije in Biltena sodobnih tujih del, nudi bibliografske podatke in vzdržuje stike z ostalimi italijanskimi in tujimi bibliografskimi ustanovami.

## SBN
Inštitut tehnično upravlja in usklajuje delovanje Nacionalnega knjižničnega servisa (Servizio bibliotecario nazionale ali SBN). Inštitut tehnično-znanstveno svetuje  Direzione Generale per i Beni librari, gli Istituti culturali ed il Diritto d'autore (Oddelek za knjige, kulturne ustanove in avtorske pravice) pri Ministrstvu za kulturne spomenike in dejavnosti.